# Cartea Oltului
Cartea Oltului este un reportaj literar realizat de scriitorul Geo Bogza în perioada interbelică și publicat în 1944, care descrie Râul Olt de-a lungul zonelor pe care le traversează.
Întrebat de ce a ales Râul Olt, scriitorul a răspuns că pentru el "Oltul nu este doar un râu, ci un simbol, un martor al celor mai importante evenimente istorice prin care a trecut poporul român"
Opera a fost scrisă în timpul celui de-al Doilea Război Mondial și publicată în 1944. De frica puternicelor bombardamente ale armatei Statelor Unite împotriva rafinăriilor din Ploiești și zonele învecinate, scriitorul s-a retras în localitatea Telega, unde a creat "Cartea Oltului".
Urmărind cursul Oltului, de la izvoare la vărsarea în Dunăre, scriitorul realizează o monografie impresionantă a locurilor învecinate, coborând în folclor și în istorie, descriind natura sălbatică a defileurilor, lupta apelor cu piatra.